# Łapczyca
Łapczyca ist eine Ortschaft mit einem Schulzenamt der Landgemeinde Bochnia im Powiat Bocheński der Woiwodschaft Kleinpolen, Polen.

## Geographie
Die Nachbarorte sind die Stadt Bochnia im Osten, Dąbrowica und Pogwizdów im Süden, Moszczenica und Gierczyce im Westen, Cikowice im Norden.

## Geschichte
Łapczyca ist eines der ältesten Dörfer in Kleinpolen. Zwischen dem 11. und 13. Jahrhundert existierte dort ein Slawischer Burgwall. Der Ort lag an der Handelsstraße aus Ungarn nach Krakau, die später als Via Regia Antiqua genannt wurde. Er wurde in den Jahren 1123–1125 erstmals urkundlich erwähnt, und zwar als ein seit 1105 zur Abtei Tyniec gehörendes Dorf Labscicia. Im Jahre 1229 hatte das Dorf einen Markt und ein Wirtshaus. Im Jahre 1288 wurde das Dorf von Leszek II. nach dem Magdeburger Recht übertragen.
Bei der Ersten Teilung Polens kam Łapczyca 1772 zum neuen Königreich Galizien und Lodomerien des habsburgischen Kaiserreichs (ab 1804).
Im Jahre 1900 hatte das ganze Dorf in 276 Häusern 1657 Einwohner, davon alle polnischsprachig, 1631 römisch-katholisch, 20 Juden.
1918, nach dem Ende des Ersten Weltkriegs und dem Zusammenbruch der k.u.k. Monarchie, kam Łapczyca zu Polen. Unterbrochen wurde dies durch die Besetzung Polens durch die Wehrmacht im Zweiten Weltkrieg, währenddessen es zum Generalgouvernement gehörte.
Von 1975 bis 1998 gehörte Łapczyca zur Woiwodschaft Tarnów.

## Sehenswürdigkeiten
- Römisch-katholische Kirche, erbaut 1935;
- Friedhofskirche, 1340 erbaut;

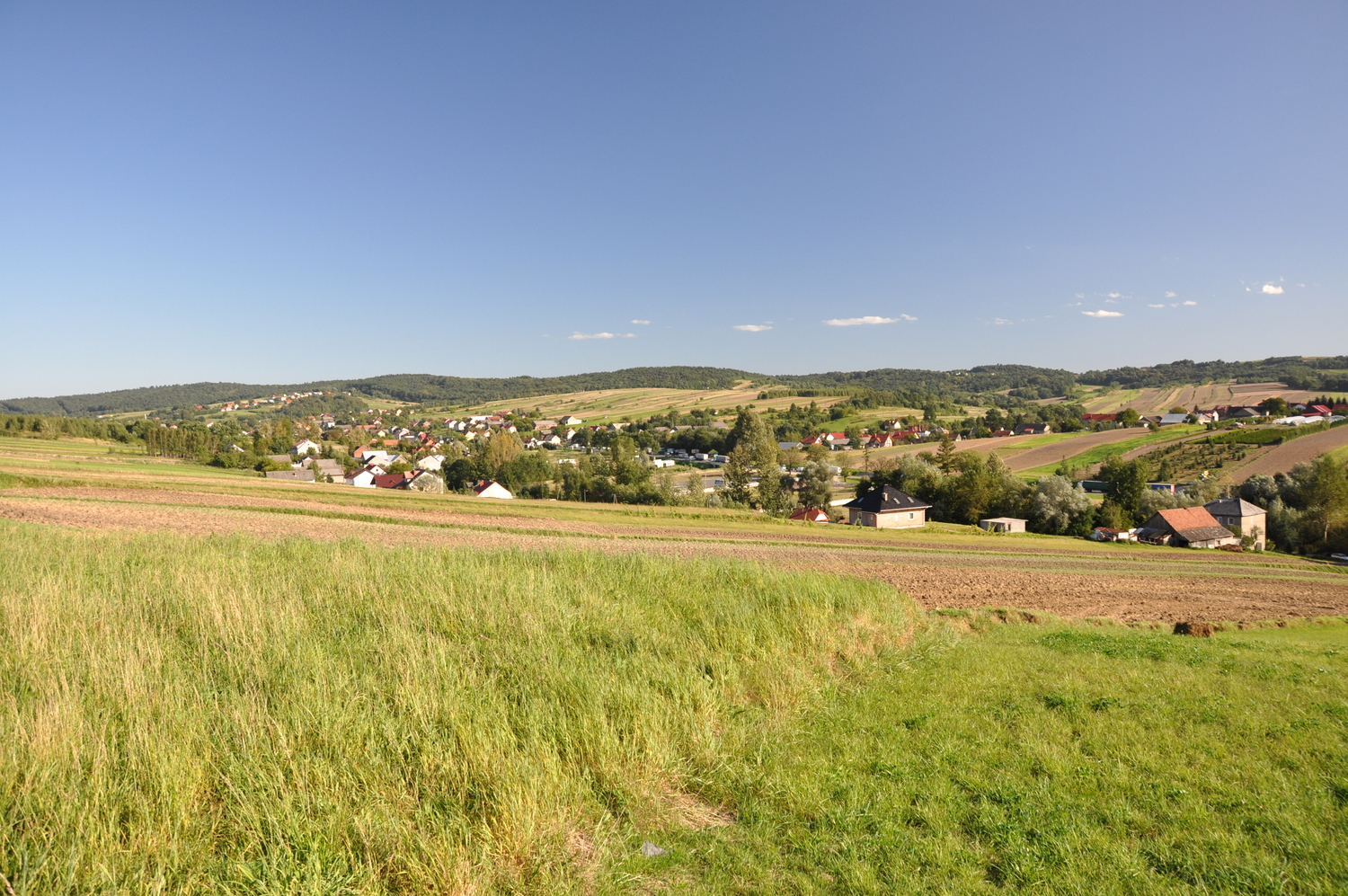
Ortsansicht
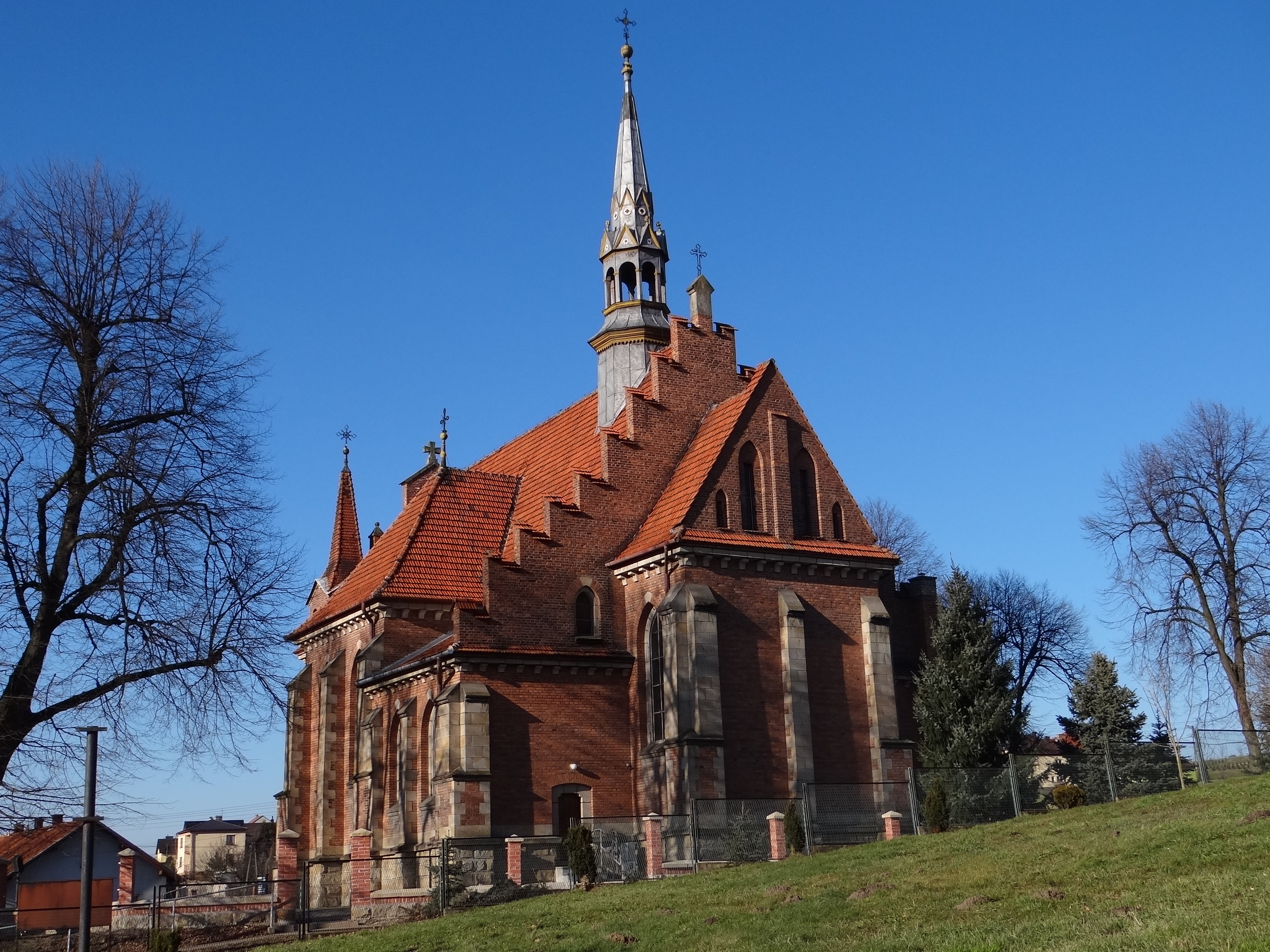
Katholische Kirche
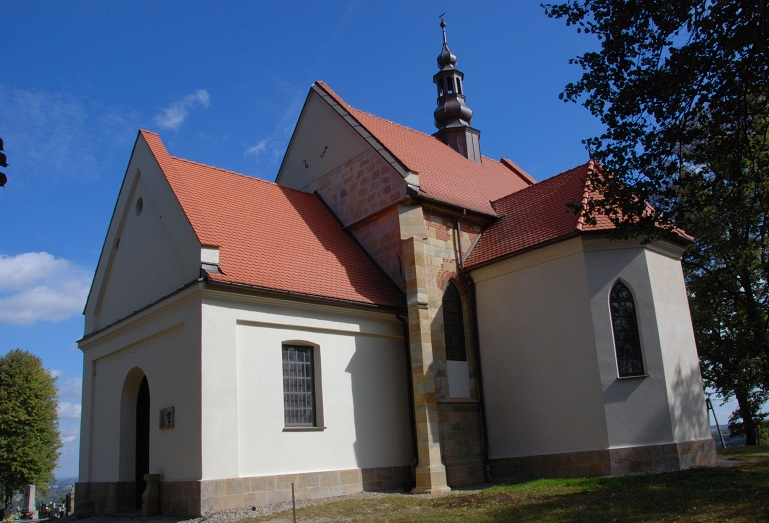
Friedhofskirche

## Verkehr
Durch Łapczyca verläuft die Staatsstraße DK 94, die Zgorzelec durch Kraków mit Tarnów verbindet.